# Antarctic Adventure
Antarctic Adventure (Japans: けっきょく南極大冒険) is een door Konami in 1983 ontwikkeld computerspel voor de MSX en werd later uitgebracht op alle belangrijke 8-bit (spel)computersystemen NES, ColecoVision. De speler speelt de rol van een antarctische pinguïn die racet tegen de klok tussen diverse gelijksoortige onderzoekstations van verschillende landen (behalve Sovjet-Unie), die worden beheerd op Antarctica.
De speelwijze is vrijwel gelijk aan Sega's Turbo, met dien verstande dat het speltempo aanzienlijk lager ligt.. De pinguïn, later Pentarou gedoopt, moet de volgende onderzoekspost bereiken vóórdat de tijd verstrijkt en onderwijl scheuren en gaten in het ijs en zeeleeuwen dient te vermijden. Tijdens de levels springen er vissen uit de ijsgaten, die vervolgens kunnen worden opgevangen voor bonuspunten. Het spel, net als vele andere vroege videospellen, heeft geen einde; wanneer de speler de laatste onderzoekspost heeft bereikt begint het spel opnieuw met level één, maar met een verhoogde moeilijkheidsgraad.

## Trivia
De muziek die gedurende elk level te horen is, is "Les Pâtineurs" (Schaatsenrijderswals) van Emile Waldteufel uit 1882.

## Nalatenschap
Van Antactic Adventure is in 1986 voor de MSX vervolgdeel uitgebracht onder de naam Penguin Adventure.
Bovendien is het pinguïnpersonage Pentarou in de jaren 80 uitgegroeid tot de bedrijfsmascotte van Konami en dook dientengevolge op in meer dan 10 computerspellen.

## Platforms
| Jaar | Platform                |
| ---- | ----------------------- |
| 1983 | MSX                     |
| 1984 | ColecoVision            |
| 1985 | Family Computer         |
| 2006 | i-Revo                  |
| 2007 | Virtual Console (Wii)   |
| 2013 | Virtual Console (3DS)   |
| 2014 | Virtual Console (Wii U) |

- In 1997 was het spel bijgesloten bij Konami Antiques: MSX Collection Vol. 1.
- Het spel kwam beschikbaar voor de Sega Saturn via Konami Antiques: MSX Collection Vol. 1.
- Het spel kwam beschikbaar voor de Game Boy via Konami GB Collection Vol. 3.
- Het spel kwam beschikbaar voor de Game Boy Advance via Konami GB Collection Vol. 4.

## Ontvangst
| Beoordeeld door       | Platform     | Datum           | Score |
| --------------------- | ------------ | --------------- | ----- |
| TeleMatch             | ColecoVision | augustus 1984   | 100%  |
| Tilt                  | MSX          | juli 1985       | 83%   |
| The Video Game Critic | ColecoVision | 2 december 2003 | 42%   |